# Federico Fellini
Federico Fellini, italijanski filmski režiser, * 20. januar 1920, Rimini, Italija, † 31. oktober 1993, Rim.
Prepoznaven je bil po svojem posebnem slogu, ki je združeval domišljijo in baročne podobe z realnostjo, zdaj je priznan kot eden največjih in najvplivnejših filmskih ustvarjalcev vseh časov. Njegove filme so v anketah revij, kot sta Cahiers du cinéma in Sight & Sound, uvrstili med najboljše filme vseh časov, med njimi film Osem in pol iz leta 1963, ki ga je Sight & Sound uvrstil na deseto mesto lestvice najboljših filmov vseh časov.
V karieri, ki je trajala skoraj petdeset let, je Fellini osvojil zlato palmo za film Sladko življenje, pet oskarjev, dva zlata leva, in glavno nagrado Mednarodnega filmskega festivala v Moskvi. Odlikovan je bil tudi z italijanskim redom za zasluge. Štirje njegovi filmi so osvojili oskarja za najboljši tujejezični film, kar je največ med vsemi filmskimi ustvarjalci, na 65. podelitvi oskarjev v Los Angelesu leta 1993 pa je prejel še častnega oskarja za življenjsko delo.
Poleg filmov Sladko življenje in Osem in pol so med bolj znanimi njegovimi filmi tudi Cesta, Kabirijine noči, Giulietta in duhovi, Satirikon, Spominjam se ... in Fellinijev Casanova. V anketi med režiserji je bil na seznamu najboljših režiserjev vseh časov uvrščen na 2. mesto, v anketi kritikov revije Sight & Sound leta 2002 pa se je uvrstil na 7. mesto.

## Zgodnje življenje in izobrazba

### Rimini (1920-1938)
Federico Fellini se je rodil 20. januarja 1920 v Riminiju, v majhnem mestu ob Jadranskem morju. Starši so pripadali srednjemu sloju. Oče Urbano Fellini (1894-1956) je bil rojen v kmečki družini iz Gambettole in se je leta 1915 preselil v Rim, kjer je delal kot pek v tovarni testenin Pantanella. Mama Ida Barbiani (1896-1984) je izhajala iz meščanske katoliške družine rimskih trgovcev. Kljub neodobravanju družine je leta 1917 odšla z Urbanom živet v dom njegovih staršev v Gambettoli. Civilno sta se poročila leta 1918, cerkveni obred pa je potekal leto dni pozneje v Santa Marii Maggiore v Rimu.
Par se je nastanil v Riminiju, kjer je Urbano delal kot potujoči prodajalec. Federico je imel mlajšega brata Riccarda (1921-1991), ki je postal dokumentarni direktor na televiziji RAI, in sestro Mario Maddaleno (1929-2002), pozneje poročeno Fabbri. Leta 1924 je Federico začel obiskovati zasebno osnovno šolo San Vincenzo v Riminiju, ki so jo vodile nune. Dve leti pozneje je nadaljeval na javni šoli Carlo Tonni. V prostem času je risal, sodeloval pri lutkovnih predstavah in prebiral priljubljeno revijo Il corriere dei piccoli, ki je povzela tradicionalne ameriške stripe avtorjev Winsorja McCaya, Georgea McManusa in Fredericka Burr Opperja. Njegov Happy Hooligan naj bi Fellinija navdihnil za Gelsomino v filmu Cesta leta 1954, McCayev Little Nemo pa naj bi vplival na njegov film Mesto žensk iz leta 1980. Leta 1926 je odkril teater Grand Guignol, kjer je igral klovn Pierino in kjer je tega leta videl prvi film Maciste All'Inferno Guida Brignoneja, ki je vplival na njegovo poznejše delo.
Federico se je leta 1929 vpisal v šolo Ginasio Giulio Cesare, kjer se je spoznal z Luigijem ''Tittom'' Benzijem, ki je kasneje postal ugledni odvetnik v Riminiju in je bil model za mladega Titto v filmu Spominjam se ... iz leta 1973. V času Mussolinijeve diktature sta Federico in Riccardo postala člana Avanguardiste, obvezne fašistične mladinske moške skupine. Leta 1933 je s starši prvič obiskal Rim. Tega leta je čezatlantska ladja SS Rex, ki je prikazana v Spominjam se ..., odplula na prvo potovanje. Morsko bitje, najdeno na plaži na koncu filma Sladko življenje iz leta 1960 ima svojo osnovo v ogromni ribi, ki so jo leta 1934 po nevihti odkrili na plaži v Riminiju.
Čeprav je Fellini prilagodil ključne dogodke iz otroštva in adolescence v filmih, kot so Postopači (1953), Osem in pol (1963) in Spominjam se ... (1973), je vztrajal, da so taki avtobiografski spomini izvirni:
»Ni moj spomin ta, ki dominira v mojih filmih. Če rečem, da so moji filmi avtobiografski, gre za preveč enostavno prenagljeno oznako. Zdi se mi, da sem izumil skoraj vse: otroštvo, značaj, nostalgije, sanje in spomine za zadovoljstvo, da jih lahko ponovim.«
Leta 1937 je Fellini skupaj s slikarjem Demosom Boninijem odprl prodajalno portretov v Riminiju. Njegov prvi humorni prispevek se je pojavil v rubriki Razglednice za naše bralce v milanski Domenici del Corriere. Odločil se je za kariero karikaturista in je zato leta 1938 odpotoval v Firence, kjer je v 420. številki tednika objavil svoj prvi strip. Šoli ni posvečal toliko pozornosti in si je v enem letu nabral 67 odsotnosti. Julija 1938 jo je naposled zaključil.

### Rim (1939)
Septembra 1939 se je na željo staršev vpisal na pravno šolo Univerze v Rimu. Pisec njegove biografije Hollis Alpert je zapisal, da ni nobenih podatkov o tem, ali se je sploh kdaj udeležil pouka. V tem času je spoznal še enega vseživljenjskega prijatelja, slikarja Rinalda Gelenga. Ker sta bila zelo revna, sta združila moči in začela risati skice restavracij in kavarn, vendar neuspešno. Fellini je sčasoma dobil delo novinarja za dnevna časopisa Il Piccolo in Il Popolo di Roma, vendar ga je kmalu prenehal opravljati zaradi pisanja le dolgočasnih lokalnih novic.
Štiri mesece po objavi prvega članka v zelo vplivni humorni reviji Marc'Aurelio, ki je izhajala na dva tedna, se je pridružil uredništvu in dosegel uspeh s pisanjem kolumn v rubriki But Are You Listening?. Šlo je za odločilna leta v njegovem življenju. Dobil je stalno zaposlitev med letoma 1939 in 1942 ter v tem času spoznal veliko pisateljev in scenaristov. Ta poznanstva so mu odprla pot v kinematografijo. Njegovi sodelavci v uredništvu revije so bili poznejši režiser Ettore Scola, marksistični teoretik in scenarist Cesare Zavattini in Fellinijev poznejši scenarist Bernardino Zapponi. Med opravljanjem intervjujev za revijo CineMagazzino je spoznal najbolj priljubljenega italijanskega igralca, režiserja, scenarista in humorista Alda Fabrizija, s katerim je pozneje tudi sodeloval, še posebej pri ustvarjanju humornih monologov.

## Kariera in poznejše življenje

### Zgodnji scenariji (1940-1943)
Oče Urbano je imel v Riminiju veliko dela s poslom, zato je leta 1940 poslal ženo in družino v Rim. Federico in prijatelj Ruggero Maccari sta po navdihu Marc'Aurelia začela pisati radijske skeče in scenarije za filme.
Ko še ni dopolnil 20 let, je s Fabricijevo pomočjo sodeloval pri nastanku filma Il pirata sono io v režiji Maria Mattolia. Dobil je številne ponudbe za nova sodelovanja v studiu Cinecittà in razširil krog poznanstev, ki so mu odprla pot v svet profesionalnega filma, med drugim je spoznal pisca Vitaliana Brancatija in scenarista Piera Tellinija. Po Mussolinijevi napovedi vojne proti Franciji in Angliji 10. junija 1940 je Fellini odkril Kafkovo Metamorfozo, Gogolja, Johna Steinbecka in Williama Faulknerja ter francoske filme režiserjev Marcela Carnéja, Renéja Claira in Juliena Duvivierja. Leta 1941 je izdal Il mio amico Pasqualino, 74 strani dolgo knjižico v desetih poglavjih, v kateri opisuje absurdne dogodivščine svojega alter ega Pasqualina.
Med pisanjem za radio je Fellini v studiu italijanske javne radiotelevizije EIAR jeseni 1942 spoznal svojo bodočo ženo Giulietto Masino, ki je nastopala kot Pallina v Fellinijevi radijski seriji Cico in Pallina. Znana je bila tudi po svojih glasbeno-komedijskih oddajah, ki so navduševala občinstvo, prizadeto zaradi druge svetovne vojne. Novembra 1942 se je Fellini odpravil v Libijo, ki jo je tedaj okupirala fašistična Italija, da je sodeloval pri ustvarjanju filma I cavalieri del deserto v režiji Osvalda Valentija in Gina Talama, za katerega je spisal scenarij. Bil je odgovoren za hitre spremembe scenarija, zato je tudi režiral prve prizore filma. Ko so Tripoli osvojile britanske sile, je skupaj s sodelavci pobegnil z nemškim vojaškim letalom, ki jih je odneslo na Sicilijo. Njegova afriška pustolovščina je bila kasneje objavljena v Marc'Aureliu pod naslovom The First Flight, kar označuje začetek novega obdobja v njegovem življenju, ko ni bil več samo scenarist, ki ustvarja za svojo mizo, temveč filmski ustvarjalec na terenu.
Apolitični Fellini je bil rešen vojaške obveznosti, ko je letalski napad na Bologno uničil njegove zdravstvene kartoteke. Z Giulietto sta se skrila pri njeni teti in v skrivališču ostala do Mussolinijevega padca 25. julija 1943. Po devetih mesecih zveze sta se poročila 30. oktobra 1943. Nekaj mesecev kasneje je Giulietta po padcu po stopnicah spontano splavila. 22. marca 1945 je rodila sina Pierfederica, ki pa je zaradi encefalitisa po mesecu dni, 24. aprila 1945, umrl. Tragedija je na paru pustila trajne čustvene in umetniške posledice. Po tem dogodku nista imela več otrok.

### Neorealistični začetki (1944-1949)
Po osvoboditvi Rima 4. junija 1944 sta Fellini in Enrico De Seta odprla Funny Face Shop, kjer sta se v povojni recesiji preživljala z risanjem karikatur ameriških vojakov. Z italijanskim neorealizmom se je srečal, ko se je z njim v trgovini sestal režiser Roberto Rossellini, ki je ustvarjal film Stories of Yesteryear (pozneje je bil preimenovan v Rome, Open City). Predlagal mu je, da bi mu pomagal pri scenariju, predvsem pri pisanju dialogov. Ker se je zavedal Fellinijevega ugleda, ga je prosil tudi, da je prepričal prijatelja igralca Alda Fabrizija, da je odigral vlogo župnika očeta Giuseppeja Morosinija, ki ga je nacistični SS usmrtil 4. aprila 1944.
Leta 1947 sta bila Fellini in Sergio Amidei nominirana za oskarja za scenarij za film Rome, Open City.
Ko je leta 1946 kot scenarist in asistent režiserja pomagal pri Rossellinijevem novem filmu Paisà, mu je bilo zaupano snemanje sicilijanskih prizorov v Maioriju. Februarja 1948 je spoznal mladega gledališkega igralca Marcella Mastroiannija, ki je takrat igral ob Fellinijevi ženi Giulietti Masini. Fellini je tesno sodeloval tudi z Albertom Lattuadom in pomagal pri pisanju scenarijev za filma Senza pietà in Il mulino del Po. Leta 1948 je ponovno združil moči z Rossellinijem za film L'Amore, sodeloval pri pisanju scenarij in v delu filma s podnaslovom Čudež odigral manjšo vlogo ob Anni Magnani. Za vlogo prevaranta, ki ga je Magnanijeva zamenjala za svetnika, si je moral Fellini svoje temne čase prebarvati na svetlo.

### Zgodnji filmi (1950-1953)
Leta 1950 sta Fellini in Lattuado spisala scenarij in režirala film Luči varieteja, ki je bil Fellinijev prvi celovečerni film. Šlo je za zgodovinsko komedijo o potujočih umetnikih, kjer sta glavni vlogi odigrali njuni ženi Giuletta Masina in Carla del Poggio. Izid filma je prinesel slabe kritike in omejeno distribucijo ter katastrofo za vse, ki so bili udeleženi. Podjetje, ki je film produciralo, je šlo v stečaj, zato sta Fellini in Lattuada še desetletja odplačevala dolg. Februarja 1950 so Rossellini, Amidei in Fellini ponovno prejeli nominacijo za oskarja za scenarij za film Paisà.
Po potovanju v Pariz z Rossellinijem na konferenco za film Europa '51 je Fellini septembra 1951 pričel z delom na filmu Beli šejk, prvi projekt, ki ga je režiral sam. Glavno vlogo je odigral Alberto Sordi, scenarij pa je nastal na podlagi dela Michelangela Antonionija iz leta 1949. Šlo je za filmsko različico fotoromana, romantične zgodbe v slikah, ki so bile v tistem času v Italiji zelo priljubljene. Producent je naročil Felliniju in Tulliu Pinelliju, naj napišeta scenarij, vendar je Antonioni prvo različico zavrnil. Z Enniom Flaianom so material nato preoblikovali v lahkotno satiro o mladem paru Ivanu in Wandi Cavalli (odigrala sta ju Leopoldo Trieste in Brunella Bovo), ki v Rimu obiščeta papeža. Ivanovo predstavo o popolnosti kmalu poruši ženina obsedenost z belim šejkom. Glasbo za film je ustvaril Nino Rota. Film je bil prvotno izbran za predvajanje na filmskem festivalu v Cannesu (takrat je bil med drugim izbran tudi film Othello v režiji Orsona Wellesa), vendar je bil nato umaknjen. Pozneje je bil predvajan na 13. mednarodnem filmskem festivalu v Benetkah, kjer pa je prejel negativne kritike. V eni izmed njih je pisalo, da Fellini nima niti najmanjše sposobnosti za ustvarjanje filmov za kinodvorane.
Leta 1953 je film Postopači prejel naklonjene kritike in bil pozitivno sprejet s strani javnosti. Nagrajen je bil s srebrnim levom na festivalu v Benetkah. Fellini si je z njim pridobil prvega mednarodnega distributerja.

### Vpliv neorealizma (1954-1960)
Fellini je režiral film Cesta na podlagi scenarija, ki ga je leta 1952 spisal s Pinellijem in Flaianom. V zadnjih treh tednih snemanja so se pri njem pokazali prvi znaki hude klinične depresije. Ob podpori ženi je opravil krajše obdobje terapij pri freudovskem psihoanalitiku Emiliu Servadiu.
Za glavno vlogo starega goljufa v filmu Prevara je Fellini izbral ameriškega igralca Broderika Crawforda. Zgodbo je Fellini delno osnoval na zgodbi, ki mu jo je med produkcijo filma Cesta povedal nek tat. Scenarij je vodil v počasno samotno smrt glavnega lika. Vlogo človeka z intenzivno tragičnim obrazom je sicer najprej namenil Humphreyju Bogartu, vendar je izvedel, da ima igralec pljučnega raka, zato se je nato odločil za Crawforda, ki ga je opazil na plakatu za film All King's Men (1949). Snemanje je bilo težavno, saj je bil Crawford alkoholik. Film je bil prikazan na 16. mednarodnem beneškem filmskem festivalu, kjer je prejel zelo negativne kritike, zato ni bil deležen mednarodne distribucije vse do leta 1964.
Jesen je Fellini posvetil pripravi filmske adaptacije romana Maria Tobina Le libere donne di Magliano. Njegovi finančni podporniki so zaradi snemanja v duševni ustanovi za ženske menili, da projekt nima potenciala, zato so ga opustili.
Med ustvarjanjem filma Kabirijine noči spomladi 1956 je Fellini izvedel, da je njegov oče umrl zaradi srčnega zastoja, star 62 let. Film je produciral Dino De Laurentiis, glavno vlogo je igrala Giulietta Masina. Navdih za film je Fellini dobil iz novic o ženski, ki so jo našli v jezeru, in zgodbi Wande, prostitutke, ki jo je spoznal na snemanju filma Prevara. Najel je Pierja Paola Pasolinija, da je prevedel Flaianove in Pinellijeve dialoge v rimsko narečje in prispeval informacije o življenju v podeželskem predmestju v Rimu. Film je na 30. podelitvi nagrad prejel oskarja za najboljši tujejezični film. Giulietta Masina je na festivalu v Cannesu prejela nagrado za najboljšo igralko.
S Pinellijem sta napisala scenarij za film Journey with Anita, za katerega je glavni vlogi namenil Sophii Loren in Gregoryju Pecku. Scenarij naj bi temeljil na resnični zgodbi, vrnitvi Fellinija v Rimini z ljubico, da bi se udeležila očetovega pogreba. Ker Lorenova ni bila na voljo, so projekt opustili. Petindvajset let pozneje ga je izvedel režiser Mario Monicelli. Komedijo iz leta 1979 je naslovil Viaggio con Anita, glavni vlogi pa sta odigrala Goldie Hawn in Giancarlo Giannini. Fellini je pomagal Eduardu De Filippu pri scenariju za film Fortunella, kjer je prilagodil glavno vlogo za ženo Giulietto.
Pojav fenomena Hollywood na Tiberi leta 1958, ko so ameriški studii svoje delo preselili na cenejšo lokacijo v Rim, je fotoreporterjem omogočil veliko posnetkov slavnih oseb na ulici Veneto. Škandal, ki ga je zakuhala turška plesalka Haisha Nane z improviziranim striptizom v enem izmed nočnih klubov, je bil navdih za Fellinijevo domišljijo. Svoj najnovejši scenarij Moraldo in the City je zaključil s celonočno orgijo v pristaniški vili. Inspiracijo so mu predstavljale tudi fotografije Anite Ekberg ob vodnjaku Trevi, ki jih je posnel Pierluigi Praturlon.
Sprememba naslova scenarija v Sladko življenje je prinesla spor med Fellinijem in producentom. Režiser je vztraj pri relativno neznanem Mastroianniju, De Laurentiis pa je želel vključiti Paula Newmana. De Laurentiis je pravice za film predal Angelu Rizzoliju. Snemanje se je pričelo 16. marca 1959 s prizorom, kjer se je Anita Ekberg povzpela po stopnicah do kupole svetega Petra v posnetku prizorišča v studiu Cinecittà. Za prizor s Kristusovim kipom, ki ga helikopter ponese čez Rim do Trga svetega Petra, je Fellini dobil navdih v dejanskem dogodku 1. maja 1956, ki mu je bil priča. Snemanje so zaključili 15. avgusta na zapuščeni plaži pri kraju Passo Oscuro s prizorom z napihnjenimi mutiranimi ribami, ki jih je izdelal Piero Gherardi.
Film Sladko življenje je podrl vse rekorde. Kljub temu da so vstopnice stale 1000 lir, so množice gledalcev ure stale v vrstah, da bi videle nemoralni film, preden bi ga cenzorji prepovedali. Na ekskluzivni projekciji filma v Milanu 5. februarja 1960 je eden izmed ogorčenih gledalcev pljunil na Fellinija, drugi pa so ga zasuli z žaljivkami. Desni konzervativci so v parlamentu obsodili film, medtem ko se je podsekretar Domenico Magri iz vrst krščanskih demokratov zavzel za strpnost do spornih tem filma. Vatikanski tiskovni organ l'Osservatore Romano je lobiral za cenzuro filma, medtem ko sta odbor rimskih župnijskih duhovnikov in genealoški odbor italijanskega plemstva napadla film. V enem dokumentiranem primeru so jezuiti San Fedeleja napisali kritiko z dobrimi stranmi, kar pa je imelo hude posledice. Na festivalu v Cannesu je film ob Antonionijevem filmu L'Avventuri osvojil nagrado Palme d'Or, ki jo je podelil predsednik žirije, belgijski pisatelj Georges Simenon, s čimer pa si je prislužil neodobravanje obiskovalcev festivala.

### Sanjski filmi (1961-1969)
Veliko odkritje za Fellinija po obdobju italijanskega neorealizma (1950-1959) je bilo delo Carla Junga. Po srečanju z jungovskim psihoanalitikom dr. Ernstom Bernhardom v začetku leta 1960 je prebral Jungovo avtobiografijo Spomini, sanje, misli iz leta 1963 in začel eksperimentirati z LSD-jem. Bernhard mu je priporočil branje knjige I Čing in zapisovanje sanj. To, kar je do tedaj Fellini pojmoval kot svoje izjemne zaznave, se je sedaj razlagalo kot psihične manifestacije nezavednega. Bernhardov poudarek na globinski psihologiji se je izkazal kot največji vpliv na Fellinijevem zrelem slogu in je predstavljal veliko prelomnico v njegovem ustvarjanju. Posledično so Jungove pionirske ideje o animi in animusu, vlogi arhetipov in kolektivni nezavesti neposredno vplivale na filme, kot so Osem in pol (1963), Giulietta in duhovi (1965), Satirikon (1969), Fellinijev Casanova (1976) in Mesto žensk (1980). Drugi, ki so ključno vplivali na njegovo delo, so bili Luis Buñuel, Charlie Chaplin, Sergej Eisenstein, Buster Keaton, Laurel in Hardy, bratje Marx in Roberto Rossellini.
Po uspehu filma Sladko življenje je financer Angelo Rizzoli leta 1960 ustanovil neodvisno filmsko podjetje Federiz, kjer naj bi Fellini in vodja produkcije Clemente Fracassi odkrila in razvijala nove talente. Kljub najboljšim namenom je zaradi pretirano previdnega poslovanja podjetje kmalu po preklicu Pasolinijevega projekta Accattone (1961) propadlo.
Fellini, ki je bil zaradi filma Sladko življenje označen za javnega grešnika, se je odzval z Le Tentazioni del Dottor Antonio, dela antologije Boccaccio '70. Šlo je za njegov drugi barvni film, ki je bil hkrati edini projekt, izdan pri Federizu. Film zaznamuje nadrealistična satira, ki je zaznamovala Fellinijeva mlada leta med delom za Marc'Aurelio. V njem se je namreč posmehoval liku zdravnika, ki ga je upodobil Peppino De Filippo, ki je skušal cenzurirati oglasni list Anite Ekberg, ki se je zavzemala za pitje več mleka.
V pismu kolegu Brunellu Rondiju oktobra 1960 je Fellini predstavil svoje zamisli za film o človeku, ki ima ustvarjalno blokado: »No, torej – fant (Pisatelj? Kakršenkoli poklicni človek? Gledališki producent?) mora prekiniti običajni ritem svojega življenja za dva tedna zaradi ne preveč resne bolezni. Vendar gre za alarm: nekaj blokira njegov sistem.« Čeprav scenarij še ni bil dokončan, prav tako se še ni odločil za njegov naslov in poklic glavnega protagonista, je iskal lokacijo za snemanje po vsej Italiji v upanju, da bo vmes razjasnil tudi dileme. Flaiano je predlagal naslov La bella confusione. Pod pritiskom producentov ga je Fellini na koncu naslovil 8½. Šlo je za samoreferenčni naslov, ki se je nanašal pretežno (vendar ne izključno) na število filmov, ki jih je do takrat režiral.
Spomladi leta 1962 je Fellini podpisal pogodbo s svojim producentom Rizzolijem, določil datume, pripravil sceno, določil Mastroiannija, Anouk Aimée in Sandro Milo za vodilne vloge in opravil prve preizkusne posnetke v studiu Scalera v Rimu. Najel je kinematografa Giannija Di Venanza, ki je postal ena ključnih oseb pri projektu. Glavnega junaka filma je poimenoval Guido Anselmi, vendar se še vedno ni mogel odločiti, s čim bi se naj ta lik preživljal. Kriza je vrhunec dosegla aprila, ko je v svoji pisarni v Cinecitti začel pisati pismo Rizzoliju, v katerem je priznal, da je ''izgubil svoj film'' in da mora opustiti ta projekt. Prekinil ga je vodja tehnike, ki ga je povabil na praznovanje začetka snemanja filma Osem in pol, zato je Fellini pismo zavrgel in se jim pridružil. Pozneje je sam napisal: »Nazdravljal sem s sodelavci in se počutil osramočenega ... Bil sem v brezizhodni situaciji. Bil sem režiser, ki je želel posneti film, ki se ga ni spomnil več. In glej, glej, v tem trenutku se je naenkrat vse postavilo na svoje mesto. Prišel sem naravnost v srce filma. Sklenil sem, da bom posnel film o vsem, kar se mi je dogajalo, torej zgodbo o režiserju, ki ne ve več, kakšen film želi narediti.«
S snemanjem so začeli 9. maja 1962. Deena Boyer, ameriška tiskovna predstavnica režiserja v tem času, je bila zaskrbljena zaradi navideznega kaosa in nenehne improvizacije na snemanju, zato je Fellinija prosila za razlago. Odgovoril ji je, da upa, da bo s tem filmom prikazal tri ravni človeškega uma: preteklost, sedanjost in pogojno domeno fantazije. Po koncu snemanja 14. oktobra je Nino Rota skomponiral glasbo za film. Film je bil nominiran za 4 oskarje, prejel je dva, in sicer za najboljši tujejezični film in za najboljšo kostumografijo v črno-beli tehniki. Dan pozneje se je v Kaliforniji Fellini srečal z Waltom Disneyjem.
Fellinija je vse bolj privlačila parapsihologija. Leta 1963 se je srečal s torinskim čarovnikom Gustavom Rolom. Rol je bil nekdanji bankir, ki ga je vpeljal v svet spiritizma in seans. Leta 1964 je Fellini pod nadzorom svojega psihoanalitika iz časa snemanja filma Cesta leta 1954 Emilia Servadia vzel LSD. Dolga leta je ostalo skrito, kaj se je dejansko zgodilo tisto nedeljo popoldne. Leta 1992 pa je sam povedal:
»Predmeti in njihove funkcije niso imeli več nobenega pomena. Vse, kar sem zaznal, je bila sama percepcija, pekel obrazov in oseb brez čustev, ločen od realnosti mojega nerealnega okolja. Bil sem instrument v virtualnem svetu, ki je nenehno obnavljal svojo lastno nesmiselno podobo v živem svetu, ki je obstajal zunaj narave. In ker videz stvari ni bil več končen, ampak brezmejen, me je ta rajska zavest osvobodila realnosti, ki je obstajala zunaj mene. Ogenj in vrtnica sta postala eno.«
Fellinijeve halucinacije so bile prikazane v njegovem prvem barvnem filmu Giulietta in duhovi iz leta 1965. Giulietta Masina je odigrala glavno vlogo gospodinje, ki upravičeno sumi moževo nezvestobo in podleže glasom duhov, ki jih sliši med seansami na domu. Njena seksualno nezaželena soseda Suzy (Sandra Milo) jo uvede v svet brezmejnih čustev, vendar Juliet preganjajo otroški spomini na katoliško krivdo in najstniškega prijatelja, ki je storil samomor. Glasbo za kompleksen film, napolnjen s psihološkim simbolizmom, je ustvaril Nino Rota.

### Nostalgija, seksualnost in politika (1970-1980)
Da bi pripomogel k promociji filma Satirikon v ZDA, je Fellini januarja 1970 odletel v Los Angeles, kjer je opravil intervjuja z Dickom Cavettom in Davidom Frostom. Prav tako se je srečal s filmskim režiserjem Paulom Mazurskim, ki ga je povabil, da je odigral samega sebe v filmu Alex in Wonderland, kjer je glavna vloga pripadla Donaldu Sutherlandu. Februarja je Fellini v Parizu poiskal lokacije za snemanje dokumentarca za kinematografe in televizijo Klovni, ki je temeljil na njegovih otroških spominih na cirkus in skladni teoriji o klovnih. Saj je dejal: »Klovn je bil vedno karikatura dobro uveljavljene, urejene, mirne družbe. Danes pa je vse začasno, neurejeno, groteskno. Kdo se še smeji klovnom? Cel svet sedaj igra klovna.«
Marca 1971 je Fellini pričel s produkcijo filma Fellinijev Rim, navidezne naključne zbirke epizod režiserjevih spominov in vtisov o Rimu. Peter Bondanella je zapisal, da so »posamezne sekvence sodile skupaj le zaradi dejstva, da so v končni fazi izvirale iz režiserjeve rodovitne domišljije.« Uvodni prizor je povezan s filmom Spominjam se ..., najbolj nadrealističen del filma pa prikazuje cerkveno modno revijo, kjer se nune in duhovniki z rolerji vozijo mimo okostnjakov.
Med januarjem in junijem 1973 je potekalo snemanje filma Spominjam se ..., ki je pozneje osvojil oskarja. Film delno temelji na Fellinijevem avtobiografskem eseju My Rimini iz leta 1968. V filmu je prikazan mladoletni Titta s prijatelji, ki se borijo s svojimi seksualnimi frustracijami v verski in fašistični provincialni pokrajini v Italiji v tridesetih letih 20. stoletja. Film, ki je postal drugi najbolj uspešen Fellinijev film po filmu Sladko življenje, je produciral Franco Cristaldi. Za Spominjam se ... si je zamislil krožno obliko zgodbe, ki se izogne linearnemu pripovedovanju, kakršno je bilo prisotno v filmih Klovni in Fellinijev Rim. Fellinijeva zamisel o razvijanju poetične kinematografije je bila prvič opisana v intervjuju iz leta 1965 z novinarko časnika The New York Lillian Ross: »Svoje delo skušam osvoboditi omejitev – zgodba z začetkom, razvojem in koncem. Moralo bi biti bolj podobno pesmi z metriko in kadenco.«

### Poznejši filmi in projekti (1981-1990)
V organizaciji njegovega založnika Diogenesa Verlaga so leta 1982 v Parizu, Bruslju in galeriji Pierre Matisse v New Yorku pripravili prve večje razstave 63 Fellinijevih risb. Kot nadarjen karikaturist je večino navdiha za skice našel v lastnih sanjah, medtem ko je večina filmov v nastajanju izvirala iz risb likov, kostumov in modelov. Pod naslovom I disegni di Fellini (Fellini's Designs) je objavil 350 risb, ki jih je ustvaril s svinčnikom ali akvarelom.
6. septembra 1985 je Fellini na 42. filmskem festivalu v Benetkah prejel zlatega leva za življenjsko delo. Istega leta je postal prvi neameričan, ki je prejel nagrado Filmskega društva Lincoln Center za filmske dosežke.
Fellini je bil navdušen nad delom The Teachings of Don Juan: A Yaqui Way of Knowledge ameriškega avtorja Carlosa Castanede, zato se je spremljal pisatelja na Jukatan, da bi tam ocenil izvedljivost snemanja novega filma. Po prvem srečanju s Castanedo v Rimu oktobra 1984 je Fellini s Pinellijem pripravil scenarij z naslovom Viaggio a Tulun. Producent Alberto Grimaldi je bil pripravljen kupiti filmske pravice za celotno Castanedovo delo in je zato plačal predprodukcijske priprave, ko je Fellini s sodelavci odpotoval iz Rima v Los Angeles in nadalje oktobra 1985 v mehiško džunglo. Projekt je propadel, ko je Castaneda nepojasnjeno izginil, zato so Fellinijeve mistično-šamanske zgodbe, ki jih je spisal s Pinellijem, serijsko objavili v časniku Corriere della Sera maja 1986. Satirična interpretacija Castanedovega dela Viaggio a Tulun je izšla leta 1989 kot grafični roman z umetniškimi deli Mila Manare. Leta 1990 je v ZDA izšlo kot Trip to Tulum.
Za film Intervju, ki sta ga producirala Ibrahim Moussa in televizija RAI, je Fellini uporabil svoje spomine na dan, ko je prvič prišel v studio Cinecittà leta 1939 in aktualne posnetke samega sebe pri delu na filmski adaptaciji dela Franza Kafke America. Film o spominih in filmski produkciji je osvojil posebno nagrado ob 40. obletnici filmskega festivala v Cannesu in zlato nagrado na 15. mednarodnem filmskem festivalu v Moskvi. Kasneje istega leta je skupina 30 strokovnjakov iz osemnajstih evropskih držav v Bruslju Fellinija razglasila za najboljšega režiserja na svetu, film Osem in pol pa za najboljši evropski film vseh časov.
V začetku leta 1989 je Fellini začel s produkcijo filma La voce della Luna, ki je temeljil na romanu Ermanna Cavazzonija Il poema dei Lunatici. Majhno mesto so zgradili v Empire Studios na ulici Pontini zunaj Rima. Robert Benigni se je predstavil v glavni vlogi Iva Salvinija, pesnika, ki je nedavno prišel iz psihiatrične ustanove in je kombinacija likov iz filma Cesta Gelsomina in Pinocchia in italijanskega pesnika Giacoma Leopardija. Snemanje je potekalo kot improvizacija, za grobo vodilo pa je služil scenarij, ki ga je Fellini napisal s Pinellijem. Kljub manjšemu kritičnemu in komercialnemu uspehu v Italiji in toplemu sprejemu s strani francoskih kritikov film ni pritegnil severnoameriških distributerjev.
Leta 1990 je Fellini od Japonskega umetniškega združenja prejel nagrado Praemium Imperiale, ki je enakovredna Nobelovi nagradi za vizualne umetnosti.

### Zadnja leta (1991-1993)
Julija 1991 in aprila 1992 je Fellini tesno sodeloval s kanadskim režiserjem Damianom Pettigrewom, s katerim sta posnela »najdaljše in najbolj podrobne pogovore, ki so bili kdaj posneti na filmu.« Njegov biograf Tullio Kezich jih je opisal kot »Maestrova duhovna oporoka.« Odlomki iz teh pogovorov so kasneje služili kot podlaga za dokumentarni film Fellini: I'm a Born Liar iz leta 2002 in knjigo I'm a Born Liar: A Fellini Lexicon. Ker je vse težje nabral dovolj finančnih sredstev za večje projekte, je Fellini razvil zbirko televizijskih projektov, katerih naslovi odražajo njihove teme: Attore, Napoli, L'Inferno, L'opera lirica in L'America.
Aprila 1993 je Fellini prejel svojega petega oskarja za življenjsko delo za »filmske dosežke, ki so navdušili in zabavali občinstvo po vsem svetu.« 16. junija je bil sprejet v kantonsko bolnišnico v Zürichu zaradi angioplastike femoralne arterije. Kljub temu ga je dva meseca pozneje v Grand Hotelu Rimini zadela kap. Delno paraliziranega so ga najprej namestili v Ferrari za rehabilitacijo, nato pa je bil premeščen v polikliniko Umberta I. v Rimu, da bi bil bližje ženi. Tam je doživel še drugo kap in padel v nepovratno komo.

## Smrt
Federico Fellini je umrl v Rimu 31. oktobra 1993, star 73 let, zaradi posledic infarkta, ki ga je utrpel nekaj tednov prej. Umrl je le dan po petdeseti obletnici poroke. Spominske slovesnosti, ki je potekala v studiu 5 v Cinecitti, se je udeležilo 70 000 ljudi. Na željo žene Giuliette Masine je trobentač Mauro Maur na pogrebni slovesnosti odigral skladbo Improvviso dell'Angelo skladatelja Nina Rote.
Pet mesecev kasneje, 23. marca 1994, je zaradi pljučnega raka umrla tudi Fellinijeva vdova Giulietta Masina. Skupaj s sinom Pierfedericom sta pokopana v bronastem grobu, ki ga je zasnoval Arnaldo Pomodoro in ki se nahaja blizu glavnega vhoda na pokopališču v Riminiju. V njegovo čast so po njem poimenovali tudi tamkajšnje letališče.

## Verski nazori
Fellini je bil vzgojen v rimokatoliški družini in se je štel za katolika. Kot odrasel se je izogibal formalnim aktivnostim v Katoliški cerkvi. Njegovi filmi so vključevali katoliške teme. Nekateri so učenje Cerkve slavili, drugi so bili do dogem kritični in so jih celo sramotili.

## Politični nazori
Fellini je bil večinoma neopredeljen v odnosu do politike, imel pa je splošen odpor do avtoritarnih institucij. Bondanella si je to razlagal kot Fellinijevo vero v »dostojanstvo in celo plemenitost posameznega človeka.« V intervjuju leta 1966 je dejal, da se je le vprašal, ali določene ideologije ali politični nazori ogrožajo zasebno svobodo posameznika. Glede ostalih stvari se v politiko ni poglabljal. Številni znani italijanski igralci so podpirali komuniste, Fellini sam pa ni bil levičar, saj se je govorilo, da podpira krščansko demokracijo.
Kljub temu je Bondanella poročal, da je bila krščanska demokratska stranka preveč konzervativna in usklajena z Vatikanom, da bi ustrezala Fellinijevim prepričanjem. Med drugim je Fellini zmeraj nasprotoval gibanjem leta 1968 in se je spoprijateljil z Giuliom Andreottijem.
Razen satire na račun Silvia Berlusconija in filma Ginger in Fred je Fellini le redko javno izražal svoja politična stališča in ni nikoli režiral političnega filma. V devetdesetih letih je režiral dva volilna oglasa, od tega je bil eden za italijansko republikansko stranko. Njegov slogan je bil "Non si interrompe un'emozione'' (Ne prekinjajte čustev) in je bil usmerjen proti pretirani uporabi oglasov na televiziji. Ta slogan je uporabila tudi Demokratična stranka levice na referendumu leta 1995.

## Vpliv in zapuščina
Fellinijevi filmi so osebna in zelo idiosinkratična vizija družbe ter edinstvena kombinacija spomina, sanj, domišljije in želja. V angleščini sta nastala pridevnika Fellinian in Felliniesque, ki sta sinonim za kakršnokoli ekstravagantno, domiselno, celo baročno podobo v filmski in nasploh v umetnosti. Film Sladko življenje je v angleščino prispeval izraz paparaci, ki je nastal iz Paparazza, fotografskega prijatelja novinarja Marcella Rubinija (ki ga je igral Marcello Mastroianni).
Sodobni filmski ustvarjalci, kot so Tim Burton, Terry Gilliam, Emir Kusturica in David Lynch so navedli, da je Fellini vplival na njihovo delo.
Najbolje sprejeta filma poljskega režiserja Wojciecha Hasa The Saragossa Manuscript (1965) in The Hour-Glass Sanatorium (1973) sta primera modernističnih fantazij, ki so ju primerjali s Fellinijem zaradi razkošnosti njihovih podob.
Film Postopači je navdihnil evropske režiserje Juana Antonia Bardema, Marca Ferrerija in Lino Wertmüller, vplival pa je tudi na film Mean Streets (1973) Martina Scorseseja, Ameriški grafiti (1974) Georgea Lucasa, St. Elmo's Fire (1985) Joela Schumacherja in Diner (1987) Barryja Levinsona, pa tudi na mnoge druge. Ko so pri ameriški reviji Cinema leta 1963 prosili Stanleyja Kubricka, naj našteje svojih deset najljubših filmov, je Postopače uvrstil na prvo mesto.
Kabirijine noči so priredili tudi za muzikal na Broadwayu Sweet Charity in film Sweet Charity iz leta 1969, ki ga je režiral Bob Fosse, v glavni vlogi pa je nastopila Shirley MacLaine. Mesto žensk je za berlinski oder leta 1992 priredil Frank Castorf.
8 ½ je med drugim služil kot navdih tudi za filme Mickey One (1965, režiser Arthur Penn), Alex in Wonderland (1970, režiser Paul Mazursky), Beware of a Holy Whore (1971, režiser Rainer Werner Fassbinder), Day for Night (1973, režiser Francois Truffaut), All That Jazz (1979, režiser Bob Fosse), Stardust Memories (1980, režiser Woody Allen), Sogni d'oro (1981, režiser Nanni Moretti), Parad Planet (1984, režiser Vadim Abdrashitov), La Pelicula del rey (1986, režiser Carlos Sorin), Living in Oblivion (1995, režiser Tom DiCillo), 8 ½ Women (1999, režiser Peter Greenaway), Falling Down (1993, režiser Joel Schumacher) in za broadwayski muzikal Nine (1982, režiserja Maury Yeston in Arthur Kopit). Sanjsko zaporedje s Fellinijem iz tega filma vsebuje tudi španski roman Yo-Yo Boing! iz leta 1998, ki ga je napisala portoriška pisateljica Giannina Braschi.
Na Fellinijevo delo se sklicujejo tudi albumi Fellini Days (2001) glasbenika Fisha, Another Side of Bob Dylan (1964) Boba Dylana za pesem Motorpsycho Nitemare, Funplex (2008) skupine The B-52s s pesmijo Juliet of the Spirits, pa tudi odprtje prometnega zastoja v videospotu Everybody Hurts skupine R.E.M. Tudi ameriška pevka Lana Del Rey je Fellinija navedla med osebnostmi, ki so vplivali nanjo. Fellini je vplival tudi na ameriške TV šove Northern Exposure in Third Rock from the Sun. Več neposrednih poklonov Felliniju vsebuje tudi kratki film Wesa Andresona Castello Cavalcanti iz leta 2013.
Razno Fellinijevo filmsko gradivo in osebni zapisi se nahajajo v arhivu kinematografa univerze Wesleyan, do katerega imajo popoln dostop razni raziskovalci in medijski strokovnjaki. Oktobra 2009 so na prizorišču Jeu de Paume v Parizu odprli razstavo posvečeno Felliniju, ki je vključevala televizijske intervjuje, fotografije iz zakulisja, Knjigo sanj (ki je napisana na podlagi 30-letnih režiserjevih ilustracij sanj in zapiskov) in odlomke iz filmov Sladko življenje ter Osem in pol.
Leta 2014 je skupina Blue Devils Drum and Bugle Corps iz Concorda iz Kalifornija izvedla šov Felliniesque, katerega tema so bila Fellinijeva dela. Z njim so osvojili rekordni 16. naslov svetovnih prvakov z rekordno oceno 99,650. Istega leta je tedenska revija Variety objavila, da bo francoski režiser Sylvain Chomet posnel filmski projekt The Thousand Miles, ki bo temeljil na različnih Fellinijevih delih, vključno z njegovimi neobjavljenimi risbami in spisi.

## Filmografija

### Kot režiser
| Leto | Naslov                         | Vloga                                     |
| ---- | ------------------------------ | ----------------------------------------- |
| 1950 | Luči varieteja                 | Sorežiser Alberto Lattuada                |
| 1952 | Beli šejk                      |                                           |
| 1953 | Postopači                      |                                           |
| 1953 | Ljubezen v mestu               | Segment: Un'agenzia matrimoniale          |
| 1954 | Cesta                          |                                           |
| 1955 | Il bidone                      |                                           |
| 1957 | Kabirijine noči                |                                           |
| 1960 | Sladko življenje               |                                           |
| 1962 | Boccaccio '70                  | Segment: Le tentazioni del Dottor Antonio |
| 1963 | Osem in pol                    |                                           |
| 1965 | Giulietta in duhovi            |                                           |
| 1968 | Duhovi mrtvih                  | Segment: Toby Dammit                      |
| 1969 | Fellini: A Director's Notebook |                                           |
| 1969 | Satirikon                      |                                           |
| 1970 | Klovni                         |                                           |
| 1972 | Fellinijev Rim                 |                                           |
| 1973 | Spominjam se ...               |                                           |
| 1976 | Fellinijev Casanova            |                                           |
| 1978 | Vaja orkestra                  |                                           |
| 1980 | Mesto žensk                    |                                           |
| 1983 | In ladja plove                 |                                           |
| 1986 | Ginger in Fred                 |                                           |
| 1987 | Intervju                       |                                           |
| 1990 | Lunin glas                     |                                           |

### Kot scenarist
| Leto | Naslov                          | Vloga                       |
| ---- | ------------------------------- | --------------------------- |
| 1942 | Knights of the Desert           |                             |
| 1942 | Before the Postman              |                             |
| 1943 | The Peddler and the Lady        |                             |
| 1943 | L'ultima carrozzella            | Soscenarist                 |
| 1945 | Tutta la città canta            | Soscenarist in avtor zgodbe |
| 1945 | Rome, Open City                 | Soscenarist                 |
| 1946 | Paisà                           | Soscenarist                 |
| 1947 | Il delitto di Giovanni Episcopo | Soscenarist                 |
| 1948 | Senza pietà                     | Soscenarist                 |
| 1948 | Il miracolo                     | Soscenarist                 |
| 1949 | Il mulino del Po                | Soscenarist                 |
| 1950 | Francesco, giullare di Dio      | Soscenarist                 |
| 1950 | Il Cammino della speranza       | Soscenarist                 |
| 1951 | La città si difende             | Soscenarist                 |
| 1951 | Persiane chiuse                 | Soscenarist                 |
| 1952 | Il brigante di Tacca del Lupo   | Soscenarist                 |
| 1979 | Fortunella                      | Soscenarist                 |
| 1979 | Lovers and Liars                | Ni naveden                  |

Televizijske reklame
- TV reklama za Campari Soda (1984)
- TV reklama za Barilla pasta (1984)
- Tri TV reklame za Banca di Roma (1992)

## Nagrade in nominacije

### Oskarji
| Leto | Kategorija                    | Film               | Rezultat    | Opombe                                                                                      |
| ---- | ----------------------------- | ------------------ | ----------- | ------------------------------------------------------------------------------------------- |
| 1946 | Najboljši prirejen scenarij   | Rome, Open City    | nominiran/a | Deljen s Sergiem Amideiem                                                                   |
| 1949 | Najboljši originalni scenarij | Paisan             | nominiran/a | Deljen z Alfredom Hayesom, Sergiem Amideiem, Marcellom Paglieriem in Robertom Rossellinijem |
| 1956 | Najboljši originalni scenarij | Cesta              | nominiran/a |                                                                                             |
| 1956 | Najboljši tujejezični film    | Cesta              | Osvojil/a   | Deljen s Tulliom Pinellijem                                                                 |
| 1957 | Najboljši tujejezični film    | Kabirijine noči    | Osvojil/a   |                                                                                             |
| 1957 | Najboljši originalni scenarij | Postopači          | nominiran/a | Deljen z Enniem Flaianijem in Tulliom Pinellijem                                            |
| 1961 | Najboljši originalni scenarij | Sladko življenje   | nominiran/a | Deljen z Enniem Flaianijem, Tulliom Pinellijem in Brunellom Rondijem                        |
| 1961 | Najboljši režiser             | Sladko življenje   | nominiran/a |                                                                                             |
| 1963 | Najboljši tujejezični film    | Osem in pol        | Osvojil/a   |                                                                                             |
| 1963 | Najboljši originalni scenarij | Osem in pol        | nominiran/a | Deljen z Enniem Flaianijem, Tulliom Pinellijem in Brunellom Rondijem                        |
| 1963 | Najboljši režiser             | Osem in pol        | nominiran/a |                                                                                             |
| 1970 | Najboljši režiser             | Satirikon          | nominiran/a |                                                                                             |
| 1974 | Najboljši tujejezični film    | Spominjam se ...   | Osvojil/a   |                                                                                             |
| 1974 | Najboljši originalni scenarij | Spominjam se ...   | nominiran/a | Deljen z Toninom Guerro                                                                     |
| 1974 | Najboljši režiser             | Spominjam se ...   | nominiran/a |                                                                                             |
| 1976 | Najboljši prirejen scenarij   | Fellini's Casanova | nominiran/a | Deljen z Bernardinom Zapponijem                                                             |
| 1992 | Življenjsko delo              | /                  | Osvojil/a   |                                                                                             |

### Ostale nagrade
| Leto | Nagrada                                          | Kategorija                       | Nominirano delo     | Rezultat      |
| ---- | ------------------------------------------------ | -------------------------------- | ------------------- | ------------- |
| 1953 | Beneški filmski festival                         | Srebrni lev                      | Postopači           | Osvojil/a     |
| 1953 | Beneški filmski festival                         | Zlati lev                        | Postopači           | nominiran/a   |
| 1954 | Italijanski narodni sindikat filmskih novinarjev | Najboljši režiser                | Postopači           | Osvojil/a     |
| 1954 | Beneški filmski festival                         | Srebrni lev                      | Cesta               | Osvojil/a     |
| 1954 | Beneški filmski festival                         | Zlati lev                        | Cesta               | nominiran/a   |
| 1954 | Beneški filmski festival                         | Častna omemba                    | Cesta               | Osvojil/a     |
| 1955 | Italijanski narodni sindikat filmskih novinarjev | Najboljši režiser                | Cesta               | Osvojil/a     |
| 1956 | Nagrada newyorških filmskih kritikov             | Najboljši tuji film              | Cesta               | Osvojil/a     |
| 1956 | BAFTA                                            | Najboljši film                   | Cesta               | nominiran/a   |
| 1956 | Bodil                                            | Najboljši evropski film          | Cesta               | Osvojil/a     |
| 1957 | David di Donatello                               | Najboljši režiser                | Kabirijine noči     | Osvojil/a     |
| 1958 | Italijanski narodni sindikat filmskih novinarjev | Najboljši režiser                | Kabirijine noči     | Osvojil/a     |
| 1958 | BAFTA                                            | Najboljši film                   | Kabirijine noči     | nominiran/a   |
| 1960 | Filmski festival v Cannesu                       | Zlata palma                      | Sladko življenje    | Osvojil/a     |
| 1960 | BAFTA                                            | Najboljši film                   | Sladko življenje    | nominiran/a   |
| 1960 | NYFCC                                            | Najboljši tujejezični film       | Sladko življenje    | Osvojil/a     |
| 1960 | Nacionalni odbor za pregled                      | Najboljši tujejezični film       | Sladko življenje    | Osvojil/a     |
| 1960 | David di Donatello                               | Najboljši režiser                | Sladko življenje    | Osvojil/a     |
| 1963 | Mednarodni filmski festival v Moskvi             | Glavna nagrada                   | Osem in pol         | Osvojil/a     |
| 1964 | Bodil                                            | Najboljši evropski film          | Osem in pol         | Osvojil/a     |
| 1964 | Italijanski narodni sindikat filmskih novinarjev | Najboljši režiser                | Osem in pol         | Osvojil/a     |
| 1964 | NYFCC                                            | Najboljši tujejezični film       | Osem in pol         | Osvojil/a     |
| 1964 | Nacionalni odbor za pregled                      | Najboljši tujejezični film       | Osem in pol         | Osvojil/a     |
| 1963 | BAFTA                                            | Najboljši film                   | Osem in pol         | nominiran/a   |
| 1965 | Beneški filmski festival                         | Zlati lev                        | Giulietta in duhovi | nominiran/a   |
| 1965 | NYFCC                                            | Najboljši tuji film              | Giulietta in duhovi | Osvojil/a     |
| 1965 | Nacionalni odbor za pregled                      | Najboljši tujejezični film       | Giulietta in duhovi | Osvojil/a     |
| 1965 | Zlati globus                                     | Najboljši tujejezični film       | Giulietta in duhovi | Osvojil/a     |
| 1969 | Beneški filmski festival                         | Nagrada Pasinetti                | Satirikon           | Osvojil/a     |
| 1969 | Zlati globus                                     | Najboljši tujejezični film       | Satirikon           | nominiran/a   |
| 1970 | NYFCC                                            | Najboljši režiser                | Satirikon           | nominiran/a   |
| 1970 | Beneški filmski festival                         | Nagrada Pasinetti                | Klovni              | Osvojil/a     |
| 1970 | Nacionalni odbor za pregled                      | Najboljši tuji film              | Klovni              | Osvojil/a     |
| 1974 | David di Donatello                               | Najboljši režiser                | Spominjam se ...    | Osvojil/a     |
| 1974 | NSFC                                             | Najboljši režiser                | Spominjam se ...    | Drugouvrščeni |
| 1975 | Bodil                                            | Najboljši evropski film          | Spominjam se ...    | Osvojil/a     |
| 1975 | Zlati globus                                     | Najboljši tuji film              | Spominjam se ...    | nominiran/a   |
| 1974 | NYFCC                                            | Najboljši film                   | Spominjam se ...    | Osvojil/a     |
| 1974 | NYFCC                                            | Najboljša režija                 | Spominjam se ...    | Osvojil/a     |
| 1974 | Nacionalni odbor za pregled                      | Najboljši tuji film              | Spominjam se ...    | Osvojil/a     |
| 1974 | Nacionalni odbor za pregled                      | Najboljši tujejezični film       | Spominjam se ...    | Osvojil/a     |
| 1974 | Italijanski narodni sindikat filmskih novinarjev | Najboljši režiser                | Spominjam se ...    | Osvojil/a     |
| 1980 | Italijanski narodni sindikat filmskih novinarjev | Najboljši režiser                | Mesto žensk         | Osvojil/a     |
| 1984 | David di Donatello                               | Najboljši režiser                | In ladja plove      | nominiran/a   |
| 1986 | David di Donatello                               | Najboljši režiser                | Ginger in Fred      | nominiran/a   |
| 1986 | BAFTA                                            | Najboljši tujejezični film       | Ginger in Fred      | nominiran/a   |
| 1987 | César                                            | Najboljši tuji film              | Intervju            | nominiran/a   |
| 1987 | Filmski festival v Cannesu                       | Posebna nagrada ob 40. obletnici | Intervju            | Osvojil/a     |
| 1987 | Mednarodni filmski festival v Moskvi             | Zlato priznanje                  | Intervju            | Osvojil/a     |
| 1987 | David di Donatello                               | Najboljši režiser                | Intervju            | nominiran/a   |
| 1990 | David di Donatello                               | Najboljši režiser                | Lunin glas          | nominiran/a   |

### Časti
| Leto | Nagrada                                                       |
| ---- | ------------------------------------------------------------- |
| 1964 | Red za zasluge Republike Italije Grande Ufficiale OMRI        |
| 1974 | Nagrada za življenjsko delo filmskega festivala v Cannesu     |
| 1985 | Nagrada za življenjsko delo beneškega filmskega festivala     |
| 1985 | Nagrada združenja Lincolnovega centra za filmske dosežke      |
| 1987 | Red za zasluge Republike Italije Cavaliere di Gran Croce OMRI |
| 1987 | Nagrada združenja BAFTA                                       |
| 1989 | Evropska filmska nagrada za življenjsko delo                  |
| 1990 | Nagrada Praemium Imperiale Japonskega umetniškega združenja   |
| 1993 | Oskar za življenjsko delo                                     |

## Dokumentarci o Felliniju
- Ciao Federico (1969) – režiser Gideon Bachmann, traja 60 minut.
- Federico Fellini – un autoritratto ritrovato (2000) – režiser Paquito Del Bosco, produkcija RAI TV, traja 68 minut.
- Fellini: I'm a Born Liar (2002) – režiser Damian Pettigrew, produkcija Arte, Eurimages, Scottish Screen, traja 102 minuti.
- How Strange to Be Named Federico (2013) – režiser Ettore Scola.
- Fellini degli spiriti (2020) – režiserka Selma Dell'Olio

### Knjižni viri
- Alpert, Hollis (1988). Fellini: A Life. New York: Paragon House. ISBN 1-55778-000-5.
- Bondanella, Peter (1978). Federico Fellini: essays in criticism. New York: Oxford University Press. ISBN 978-0-19-502274-2.
- Bondanella, Peter (1992). The Cinema of Federico Fellini. Princeton University Press. ISBN 0-691-00875-2.
- Bondanella, Peter (2002). The Films of Federico Fellini. Cambridge: Cambridge University Press. ISBN 978-0-511-06572-9.
- Burke, Frank (1996). Fellini's films: from postwar to postmodern. New York: Twayne Publishers. ISBN 978-0-8057-3893-3.
- Burke, Frank, Waller, M. R. (2003). Federico Fellini: Contemporary Perspectives. Toronto: University of Toronto Press. ISBN 0-8020-7647-5.
- Dagnino, Gloria (2019). Branded entertainment and cinema: the marketisation of Italian film. London. ISBN 978-1-351-16684-3.
- Fava, Claudio G.; Viganò, Aldo (1995). I film di Federico Fellini [Federico Fellini's films] (v italijanščini). Gremese Editore. ISBN 978-88-7605-931-5.
- Fellini, Federico (1988). Comments on Film. Fresno, Calif.: Press at California State University, Fresno. ISBN 978-0-912201-15-3.
- Fellini, Federico; Pettigrew, Damian (1. december 2003). I'm a born liar: a Fellini lexicon. New York, NY: Harry N. Abrams. ISBN 978-0-8109-4617-0.
- Kezich, Tullio (2006). Federico Fellini: His Life and Work. New York: Faber and Faber. ISBN 978-0-571-21168-5.
- Miller, D. A. (2008). 8 1/2 = Otto e mezzo. Basingstoke, Hampshire: Palgrave Macmillan. ISBN 978-1-84457-231-1.
- Liehm, Mira (1984). Passion and Defiance: Italian Film from 1942 to the Present. Berkeley (Calif.): University of California Press. ISBN 978-0-520-05744-9.
- Stubbs, John Caldwell (2006). Federico Fellini as auteur: seven aspects of his films. Carbondale: Southern Illinois University Press. ISBN 0-8093-2689-2.
- Segrave, Kerry (2004). Foreign Films in America: A History. Jefferson, N.C.: McFarland & Co. ISBN 0-7864-1764-1.